# Sphenorhina ruida
Sphenorhina ruida är en insektsart som beskrevs av William Lucas Distant 1893. Sphenorhina ruida ingår i släktet Sphenorhina och familjen spottstritar. Inga underarter finns listade i Catalogue of Life.